# Halltorps kyrka
Halltorps kyrka är en kyrkobyggnad i Växjö stift, som alltsedan medeltiden varit sockenkyrka i Halltorps socken. Den är nu församlingskyrka i Halltorp-Voxtorps församling. Kyrkan har i ett tidigt skede varit en så kallad kyrkoborg.

## Kyrkobyggnaden

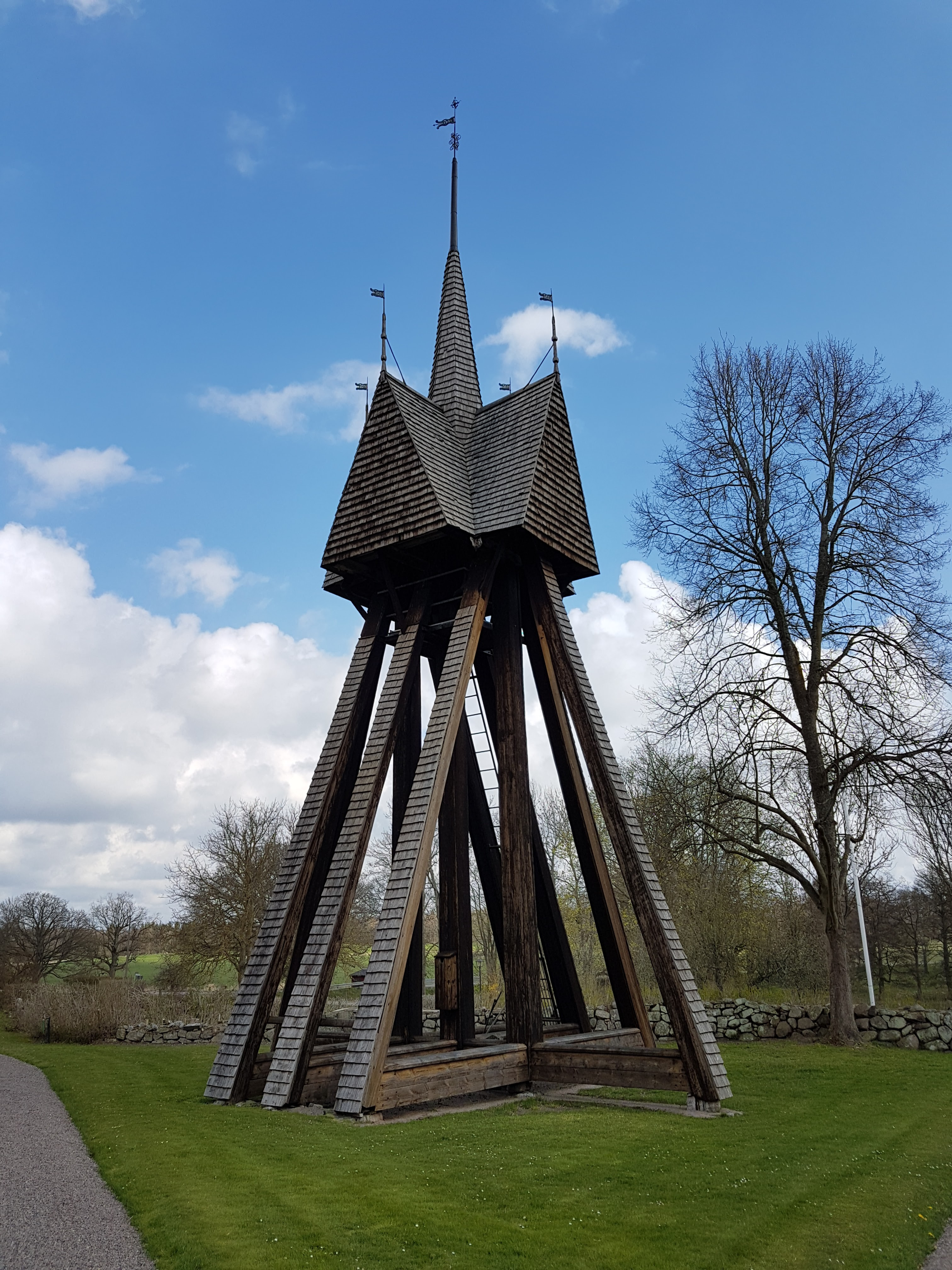
Klockstapel, uppförd 1725

Halltorps kyrka har anor som sträcker sig tillbaka till början av 1200-talet. Dateringar med dendrokronologi visar att kyrkan var under uppförande 1209-1210. Kyrkan som uppförts i sandsten hade ej mindre än fyra våningar. Själva kyrkorummet var beläget på andra våningen, medan den tredje var avsedd som förråd. Den fjärde anses ofta ha varit en så kallad skyttevåning och försedd med små skottgluggar. Bottenvåningen finns fortfarande kvar. Kyrkan som bestod av långhus med ett kor i öster, försågs med två torn, vardera placerat i öst- och västläge och utgjorde i sitt färdiga skick en så kallad klövsadelkyrka. När den ombyggdes under 1400-talet försvann dess karaktär av försvarskyrka. En allmänt antagande har varit att kyrkan varit avsedd att fungera som försvarsanläggning, så kallad försvarskyrka. Klara belägg för detta saknas dock. Ett antal funktioner som samexisterat måste förutsättas, där försvar kan ha varit en.
Den kyrka som är avbildad på en äldre teckning från 1748 visar att den bestod av ett långhus och ett rakslutande kor samt ett vapenhus på sydsidan. Sakristian i norr saknades eftersom denna byggdes 1758. En annan teckning av N. J. Löfgren, utförd efter den stora ombyggnaden 1796, uppvisar en kyrka nästan identisk med den nuvarande. Vid ombyggnaden blev koret breddat och förhöjt till samma nivåer som i långhuset. Ett sidokor avsett för patronus på godset Värnanäs uppfördes på korets sydsida och vapenhuset revs. Interiören fick en prägel av 1700-talets gustavianska stil. Klockstapeln från 1725 är belägen nordöst om kyrkan.
Vid en restaurering 2002-2003 uppfördes ett nytt vapenhus på samma plats som det föregående. I samband med byggnadsarbeten på 1950-talet återfanns markvåningen, även kallad "källaren", där ett rikt fyndmaterial tillvaratogs. Man hittade spår från multna träbritsar och djurben, vilket påvisar att källarvåningen en gång varit bebodd och att man där tillrett och ätit mat. De mest uppseendeväckande fynden var förarbeten till fyra sigillstampar avsedda för biskoparna Uffo i Lund, Laurentius i Linköping, Iwarus i Odense och Nicolaus i Roskilde, alla verksamma i 1240-talets början. Därtill hittades mängder av medeltida mynt. Markvåningens takbjälkar har upprepande genomgått dendrokronologiska dateringar, vilket påvisat att träden som avverkats till bjälkar blivit fällda sommaren 1209, eller den påföljande vintern 1209-1210.

## Inventarier
- Fristående altare.
- Dopfunt daterad till  1200-talet är av musselcuppetyp.
- Altaruppsats med centralmotiv: Kristi himmelsfärd. Tavlan är omramad av marmorerade pelare. Överstycket har en bild av Lammet med segerfanan. Centralmotivet flankeras av Moses med stav och bok, samt med  aposteln Johannes som håller kalken. Över altaruppsatsen lyser en strålsol.
- Femsidig altarring.
- Predikstol med uppgång från sakristian, samtida med kyrkans renovering 1796. Korgen som är utformad i förenklad  gustaviansk stil är prydd med förgyllda emblem. Under baldakinen treenighetssymbol omgiven av en strålsol.
- Tavla på södra väggen med motiv:Kristus och Maria Magdalena.
- Sluten bänkinredning.
- Orgelläktare med utsvängt mittparti dekorerad med förgylld lyra.

## Bildgalleri

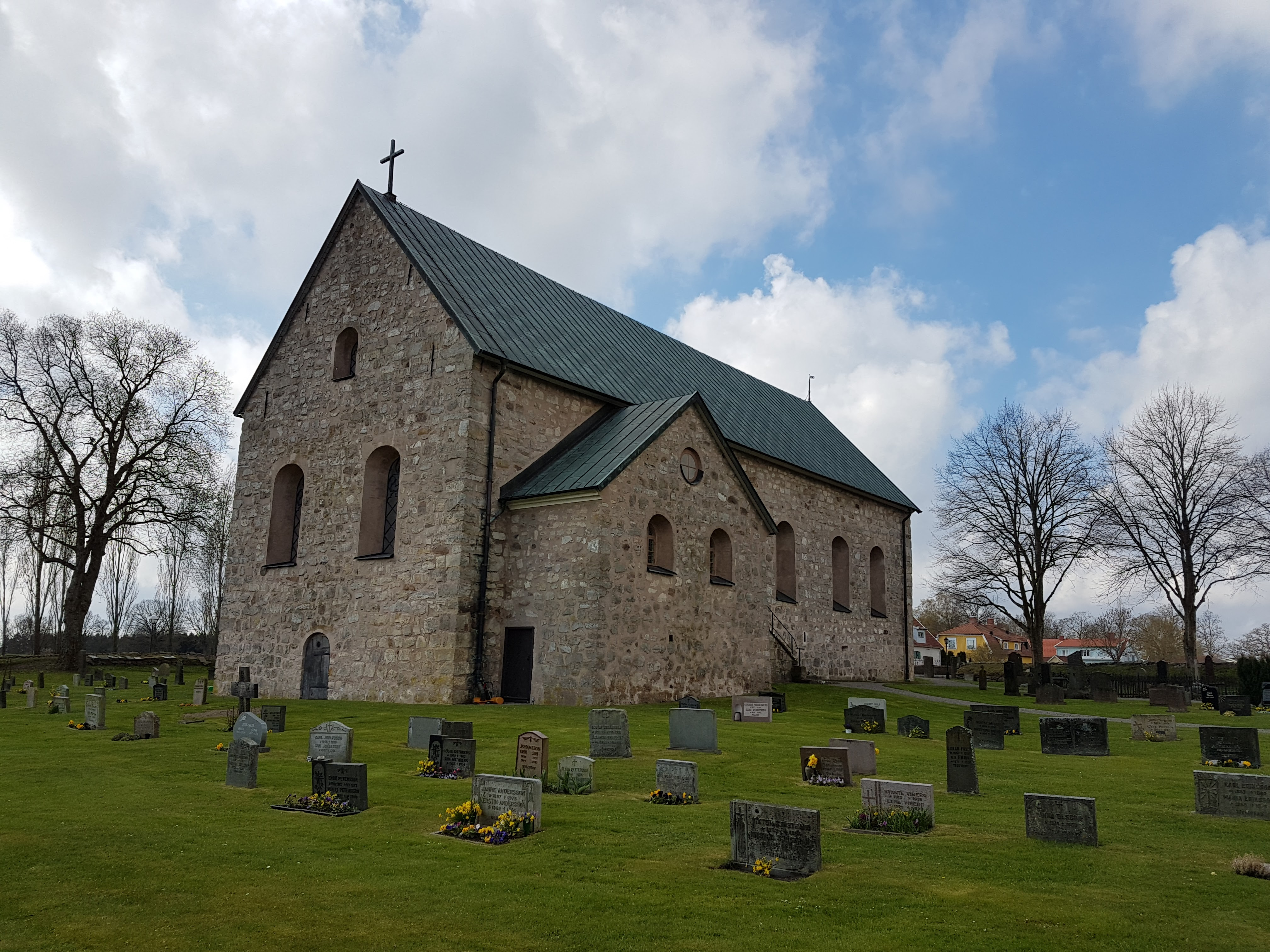
Kyrkan från nordöst
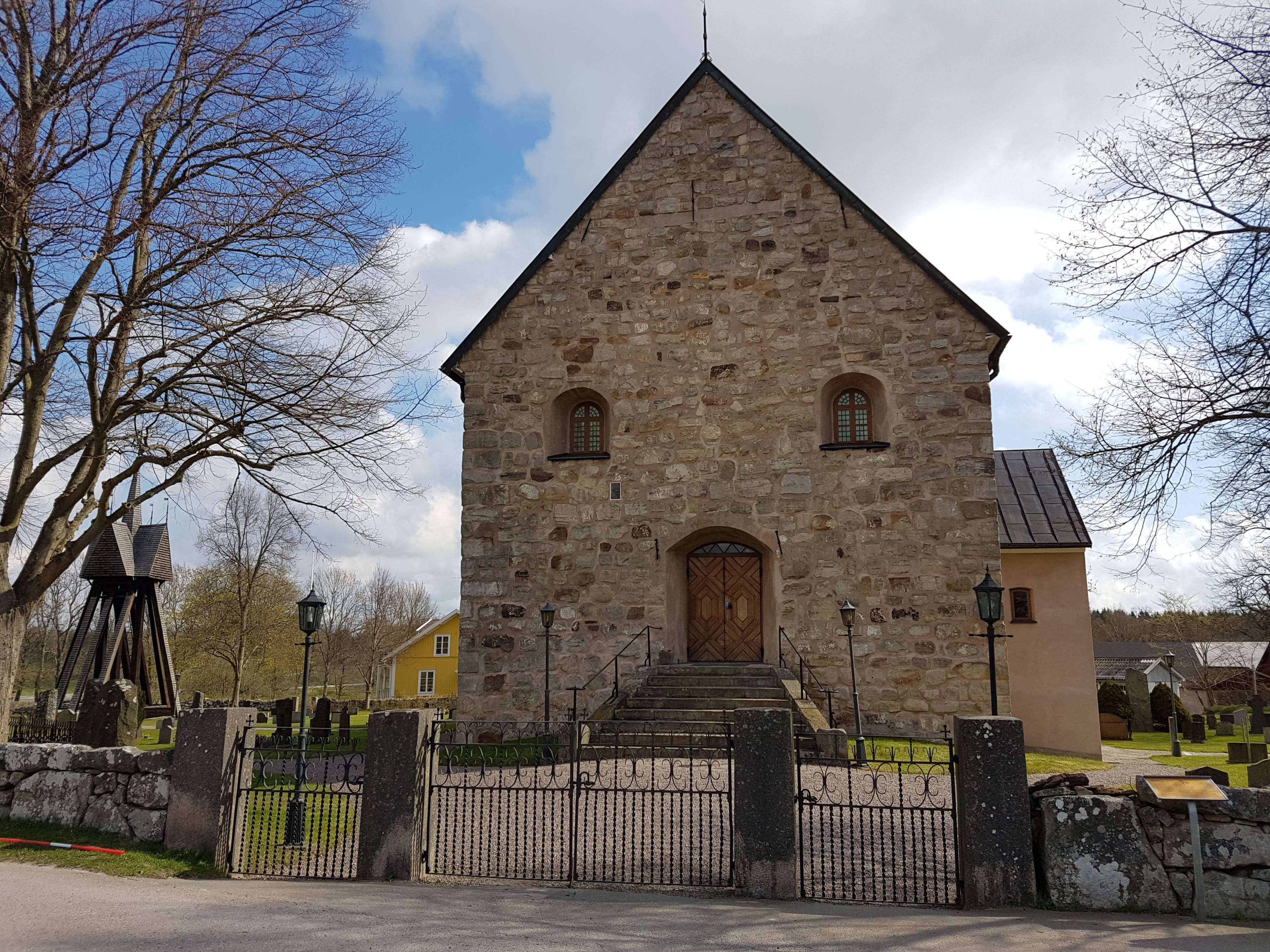
Exteriör från väster
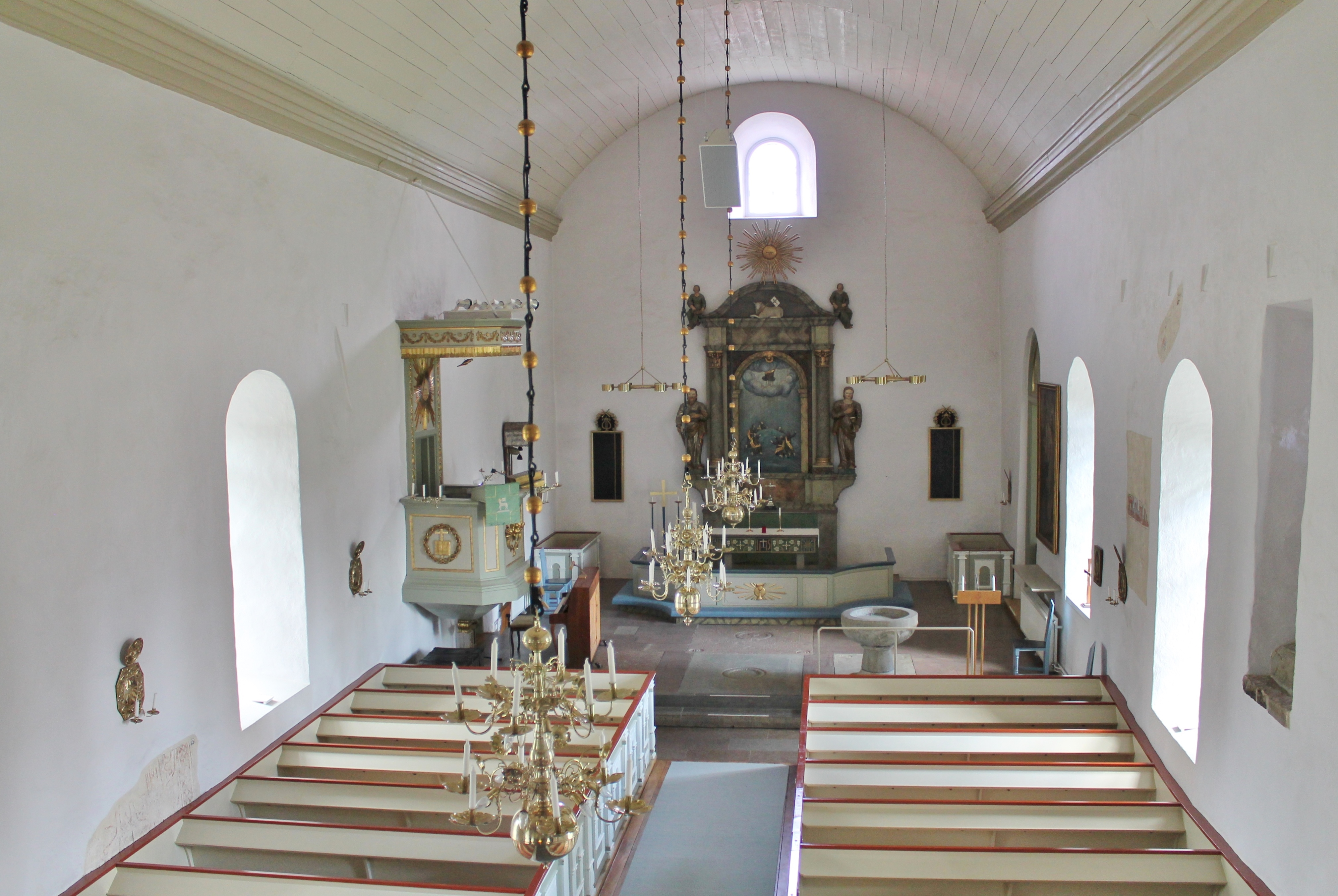
Interiör mot öster
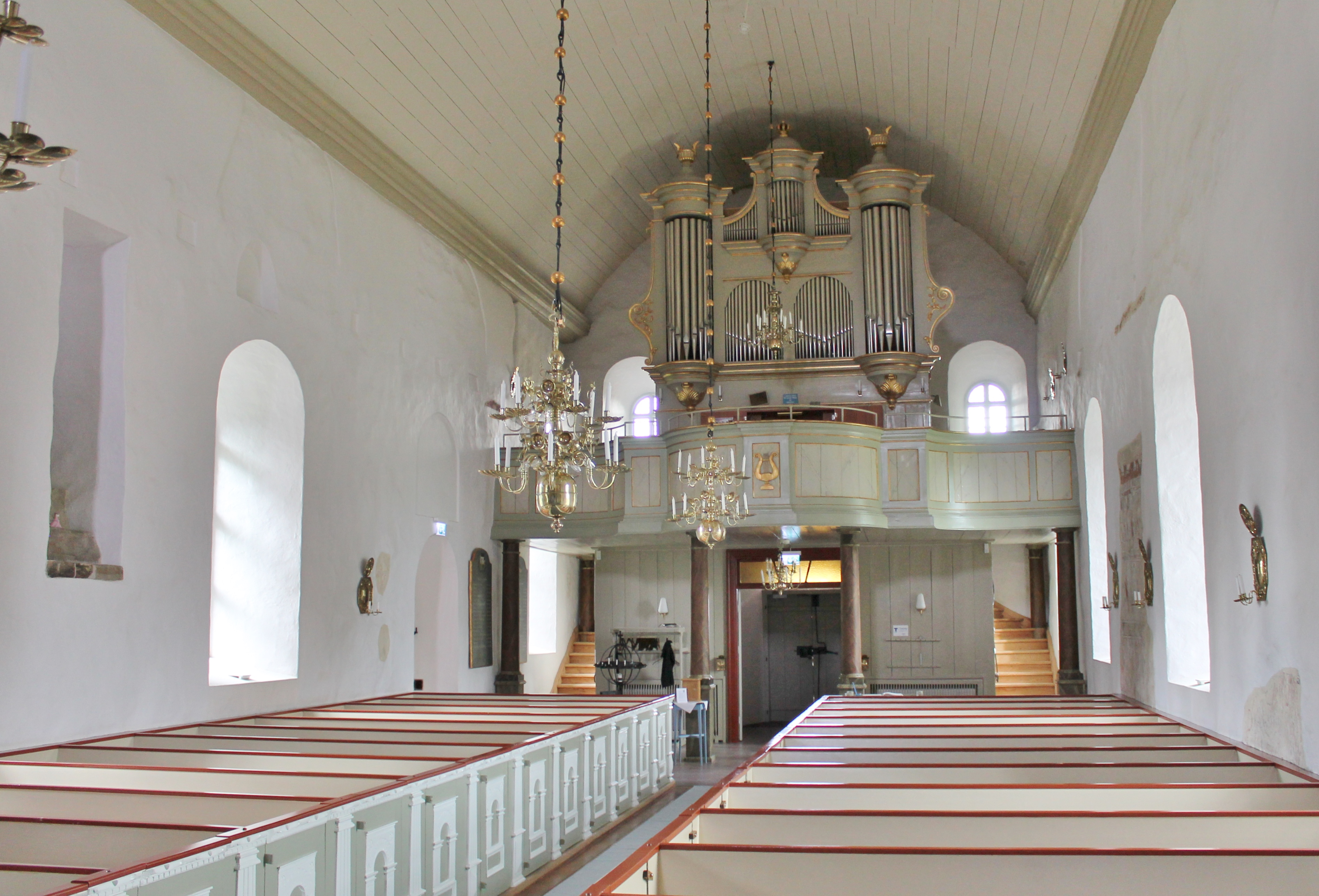
Kyrkorummet mot väster
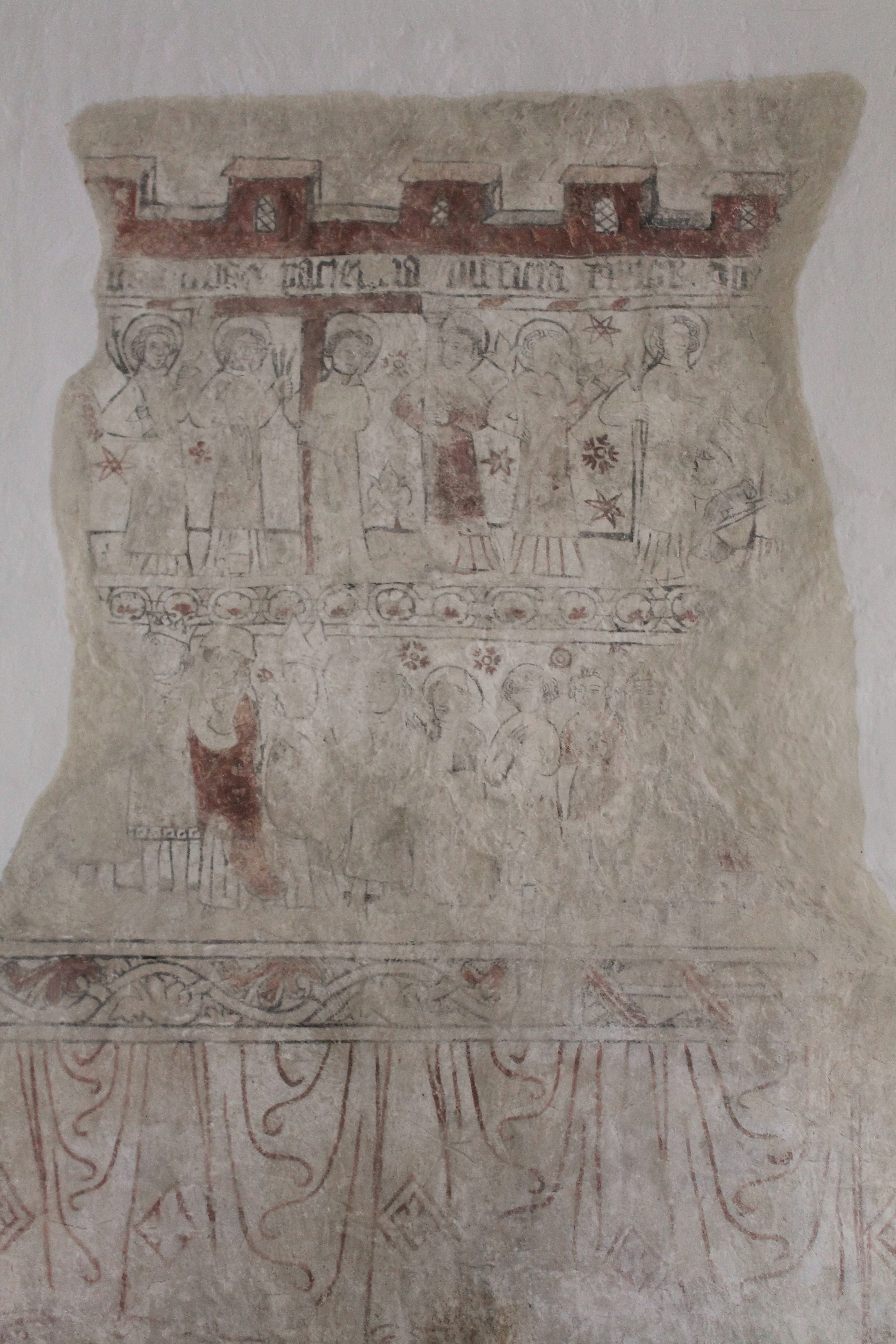
Väggmålning från 1500-talet
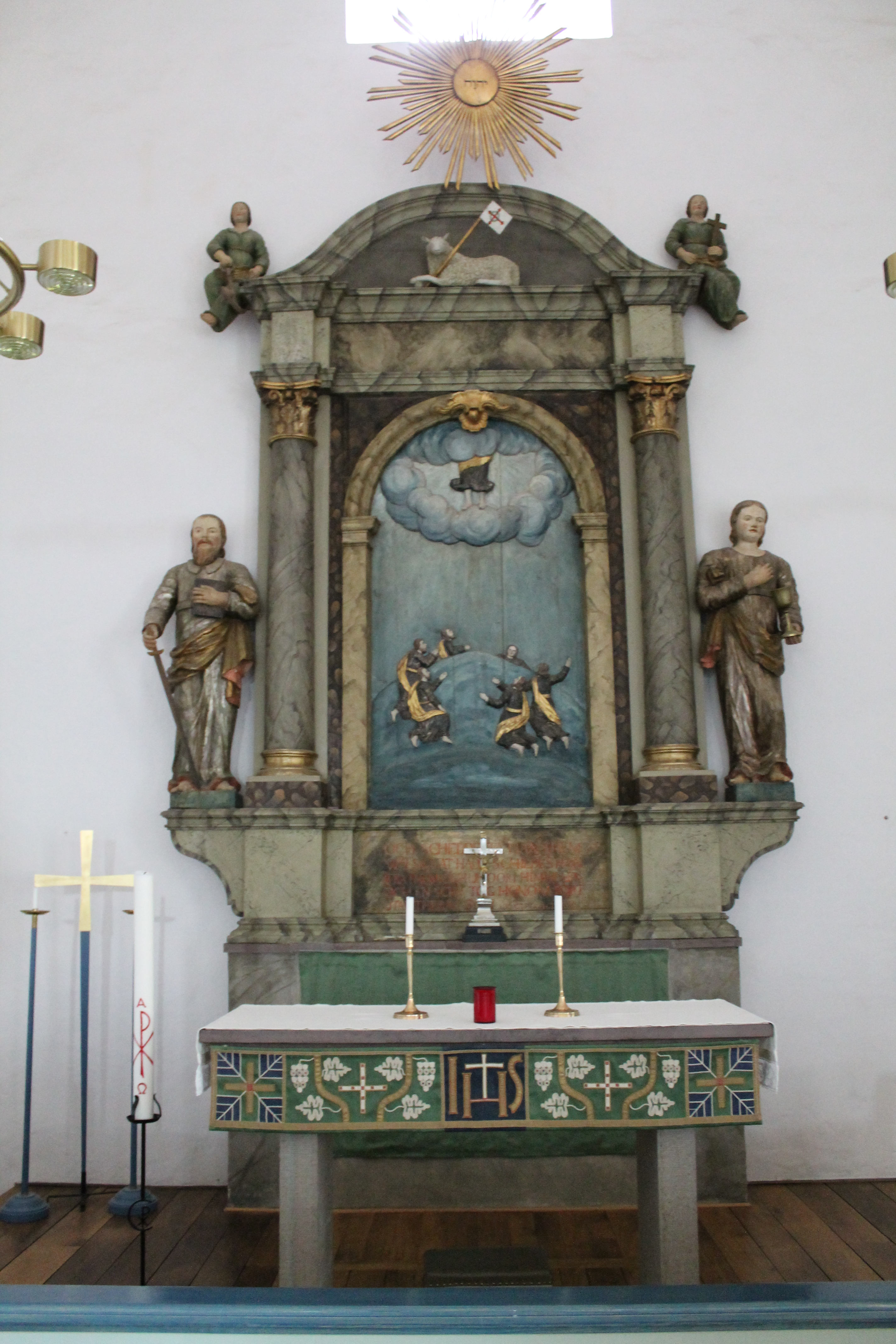
Altaruppsatsen
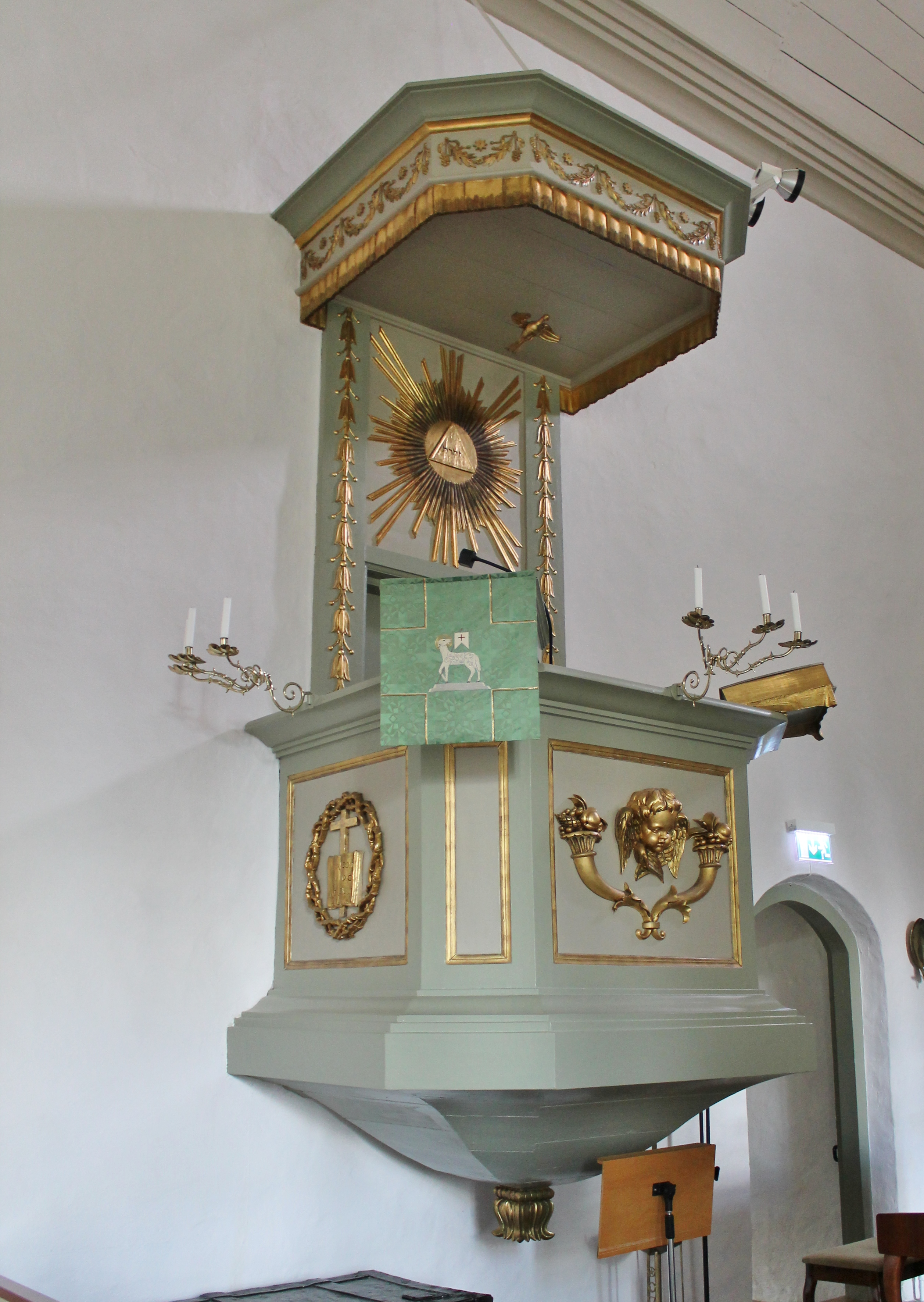
Gustaviansk predikstol, 1796
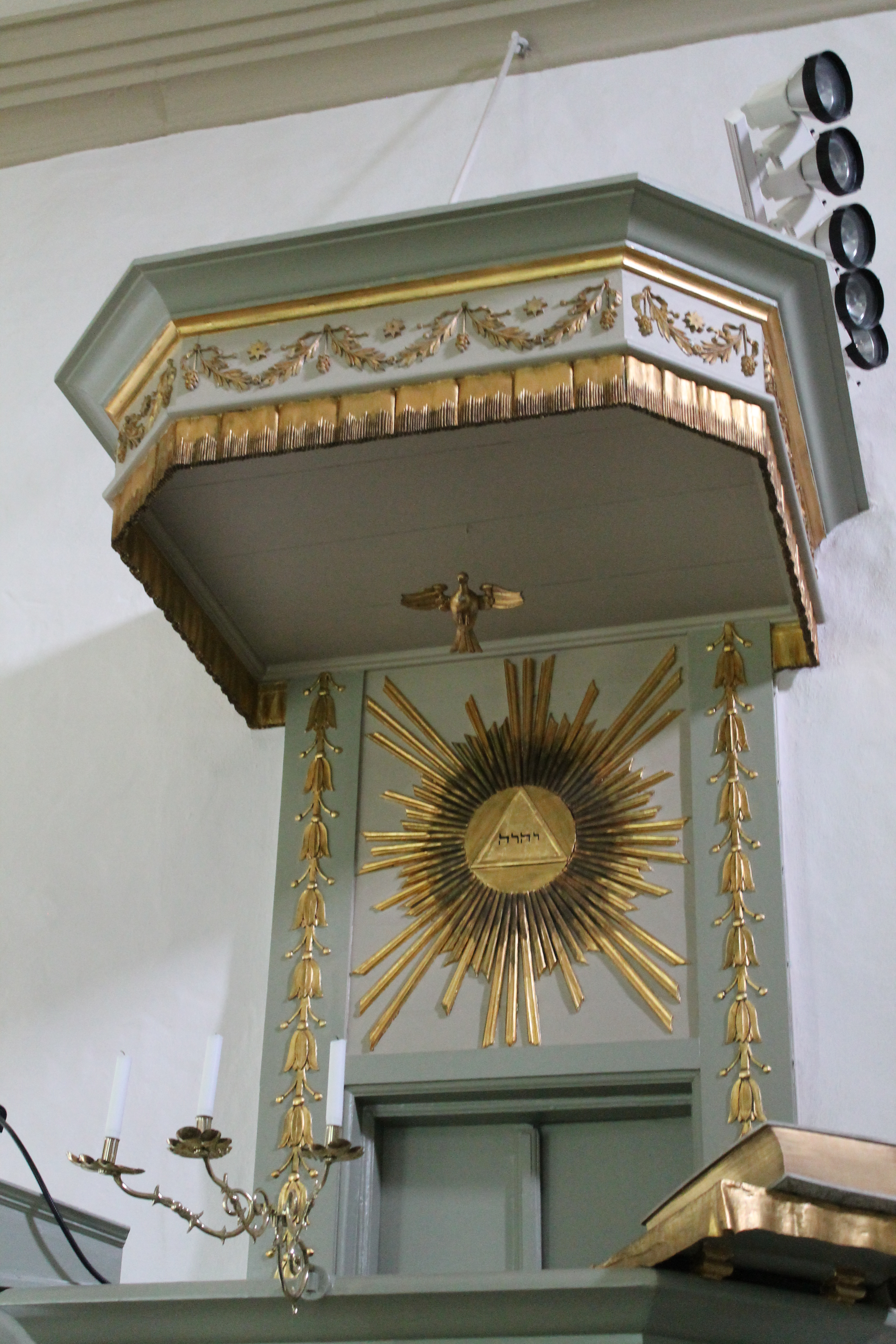
Baldakin och treenighetsymbol i strålsol
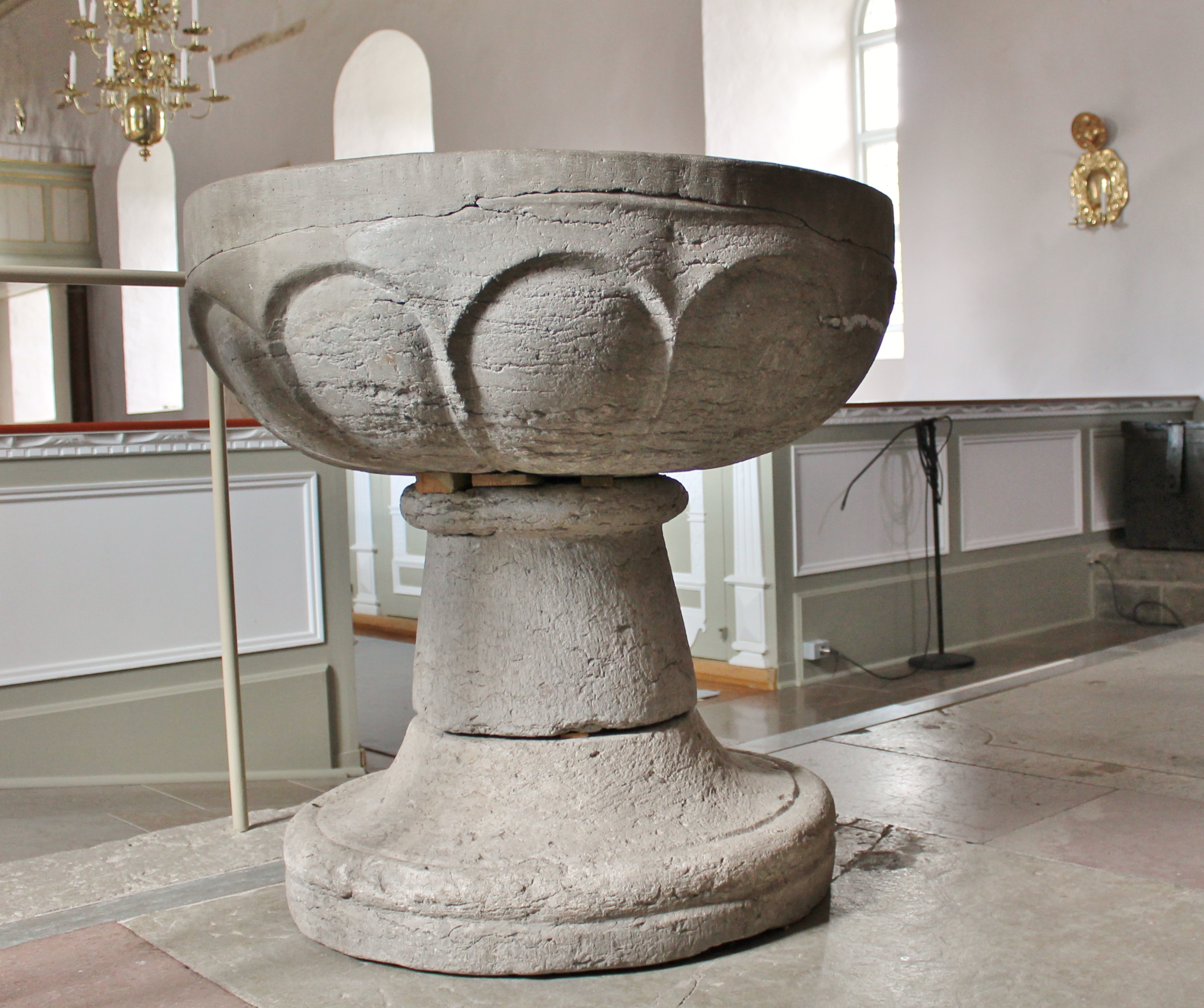
Dopfunt, 1200-talet

## Orgel

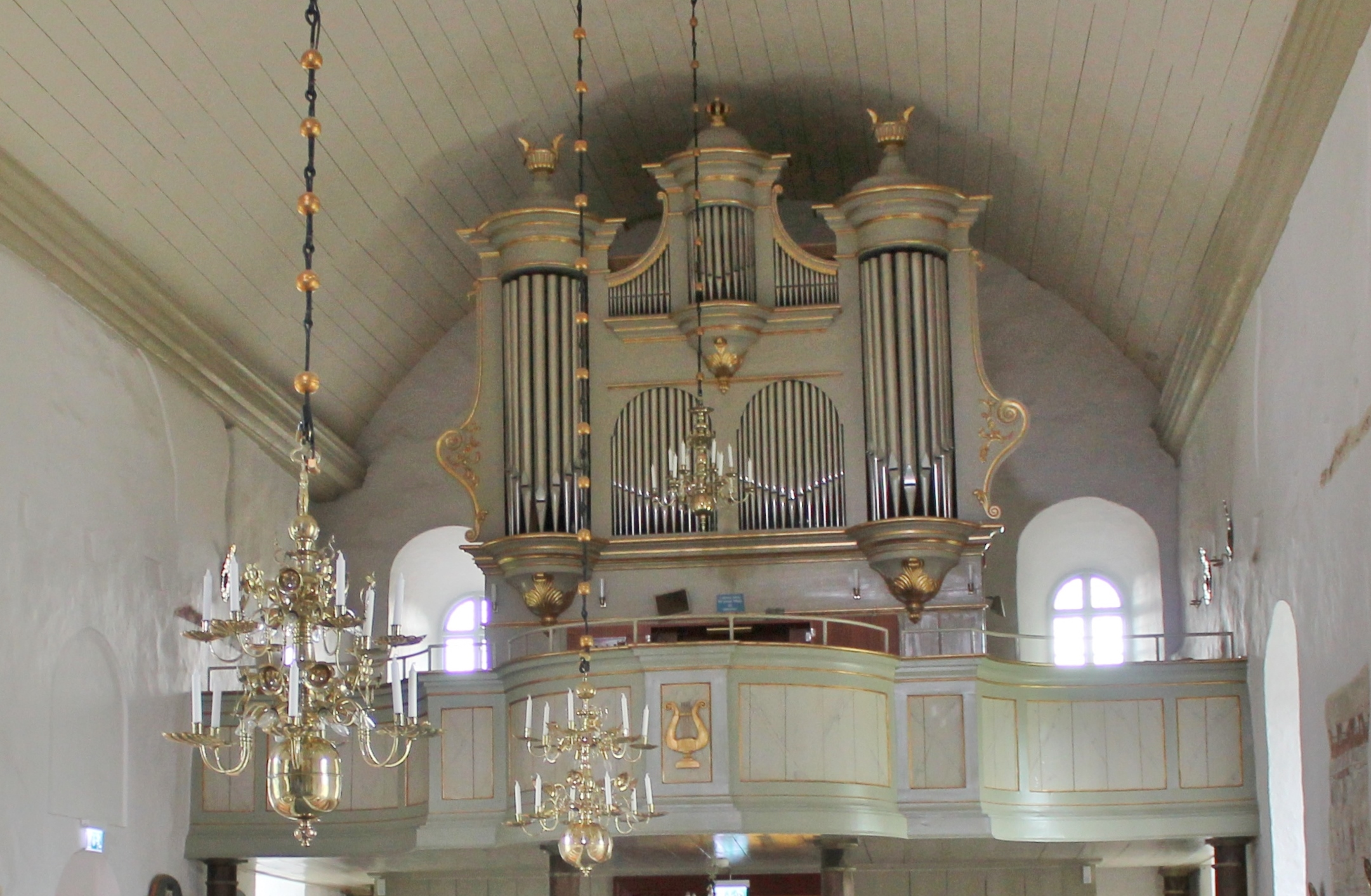
Orgeln med fasad från 1838

- 1838 köptes en orgel ifrån Högsby kyrka. Den tillverkades redan 1668 av Magnus Åhrman och hade nio stämmor.
- 1894 byggdes en ny rörpneumatisk orgel av Anders Victor Lundahl i Stockholm med nio stämmor.[2] Installeringen påbörjades på sommaren och var färdig på hösten 1894.
- Den nuvarande orgeln är byggd 1965 av Olof Hammarberg, Göteborg och är mekanisk. Fasaden är från den orgel som köptes in 1838.

| Huvudverk I  | Svällverk II     | Pedal        | Koppel |
| Gedakt 8’    | Spetsgedakt 8’   | Subbas 16’   | I/P    |
| Principal 4’ | Koppelflöjt 4’   | Principal 8’ | II/P   |
| Waldflöjt 2’ | Principal 2’     | Nachthorn 4' | II/I   |
| Mixtur 3ch   | Nasat 1 1⁄3’     |              |        |
|              | Regal 8'         |              |        |
|              | Crecendosvällare |              |        |